# Mount Dolence
Mount Dolence ist ein 1950 m hoher Berg in den Enterprise Hills in der Westantarktis. Der sehr spitz zulaufende, kahle Felsgipfel befindet sich im Nordwesten der Enterprise Hills. Westlich befindet sich der Kopf des Union-Gletschers, der ihn von den Edson Hills trennt.  Im Süden befindet sich der Linder Peak, im Norden der Steilhang Rhodes Bluff.
Der Gipfel wurde von einer Expedition der University of Minnesota ins Ellsworthgebirge im Sommer 1962/63 nach Jerry D. Dolence benannt, einem Geologen und Teilnehmer der Expedition.